# Тыкуна-юрийские языки
Тыкуна-юрийская семья (юри-тикунская) — языковое генетическое образование, предположительно включающее два изолированных языка Южной Америки — юри и тыкуна (тикуна). Оба распространены на стыке границ Бразилии, Колумбии и Перу в верховьях Амазонки и её притоков.
Если язык тыкуна является в настоящий момент вполне жизнеспособным с 42 тысячами говорящих, то юри уже вымер. О языке юри сохранилось очень мало сведений. Ортис (1965) приводит лишь небольшой словарик, собранный у более ранних авторов.
Т. Кауфман (1994:62) считает, что есть определённые лексические свидетельства в пользу такого родства.